# Sidman
Sidman es un lugar designado por el censo ubicado en el condado de Cambria en el estado estadounidense de Pensilvania. En el Censo de 2010 tenía una población de 431 habitantes y una densidad poblacional de 167,75 personas por km².

## Geografía
Sidman se encuentra ubicado en las coordenadas 40°19′25″N 78°45′8″O / 40.32361, -78.75222. Según la Oficina del Censo de los Estados Unidos, Sidman tiene una superficie total de 2.57 km², de la cual 2.57 km² corresponden a tierra firme y (0%) 0 km² es agua.

## Demografía
Según el censo de 2010, había 431 personas residiendo en Sidman. La densidad de población era de 167,75 hab./km². De los 431 habitantes, Sidman estaba compuesto por el 99.77% blancos, el 0% eran afroamericanos, el 0% eran amerindios, el 0% eran asiáticos, el 0.23% eran isleños del Pacífico, el 0% eran de otras razas y el 0% pertenecían a dos o más razas. Del total de la población el 0% eran hispanos o latinos de cualquier raza.